# 衰鬼刑警
《衰鬼刑警》（英語：R.I.P.D.，又稱）是一部2013年美國超自然動作喜劇片，由勞勃·史溫凱執導，由萊恩·雷諾斯、傑夫·布里吉、凱文·貝肯及瑪莉-露易斯·帕克為主演。電影上映後口碑票房雙敗。2022年推出DVD首映的前傳重啟電影《降魔戰警2：詛咒者崛起》。

## 劇情
兩位冥界安息局特警，專門逮捕逃避審判、尚未死亡的爛鬼。老警探洛伊死後就一直效命於安息局，他的工作是讓鬼魂早日安息。不少人們無法接受自己已經死亡，藏匿於地球角落避開鬼門關。警隊新人尼克在死後即被招入安息局，與老警探洛伊成為拍檔，此時鬼門關突然大開，所有冤鬼惡鬼統統被送回人間、秩序大亂。
冥界「安息局」R.I.P.D.為另類執法機關，專門對付不肯下地獄的爛鬼、衰鬼。故事開始前，尼克是波士頓刑事偵緝處，他與搭檔巴比·海斯於其中一次掃毒行動中得到一批印有古怪文字的黃金塊。巴比決定收藏，分了一半給尼克，表示自己留到退休才用。尼克只好把黃金帶回家，並埋於後花園的樹下。第二天，兩人跟隨警局所有警探和特警，去一大貨倉內逮捕重刑犯，在進行追捕行動中，尼克被自己搭檔巴比開槍射殺，死後被安排到「鬼魂分派所」，因為曾有接受警察專業訓練，立即被招攬入R.I.P.D.警察局，與死了二百年的西部警長洛伊‧普西法成為新拍擋，專門去逮捕不入地獄的鬼怪。
洛伊個性自大，價值觀老舊，經常戲弄新人尼克。他們出差回到人間時，靈魂本質不變，但肉體卻已改變，尼克外表變成一位中國男性老人，而洛伊則為身材姣好的年輕女模特兒。他們先到墓園，在遠方觀看尼克的葬禮，心痛的尼克衝入會場想找自己陽界妻子朱莉婭沃克並且安慰她，但因外表是陌生人而遭警察阻止。尼克死心返回R.I.P.D.工作。尼克和洛伊第一次合夥外出捉鬼時，遇到一隻鬼怪猛把雪櫃內的「古怪圖案的金塊」吞下肚，這引起了尼克的注意。R.I.P.D.把所有「古怪圖案黃金塊」集中存放進巨型保險庫，尼克留下一塊備著，並詢問洛伊有無線民可提供與黃金有關的線索，洛伊帶尼克去棒球場找到線民鬼怪，尼克詢問它有關「古怪圖案黃金塊」的線索，鬼怪假裝不知情，尼克憑經驗就知道它在說慌，於是便裝作對金塊滿不在乎、隨手扔掉後離開。鬼怪見狀立即收好，並打電話通知派員拿取。
尼克和洛伊躲在汽車內等鬼怪出現，見到他將那塊黃金轉交給另一人，也就是尼克生前陽界的拍擋、亦是射殺自己的巴比，這是才恍然大悟巴比也不是人類，尼克和洛伊決定跟蹤巴比，只見到他將把裝有黃金的手提箱交給另外一隻肥胖鬼，於是尼克決定上前去捉補肥胖鬼以獲取更多線索。沒料到肥胖鬼突然現形，靠著刀槍不入的身體和矯捷的身手逃脫了。他們追捕期間除了讓陽界新聞拍攝到鬼怪，連天庭也知道了，於是天庭決定明日起解除尼克和洛伊的警察職務。
尼克從天庭的資料中獲知那些數百塊「古怪圖案黃金塊」是用來砌起一座小金塔，成功後可施法破壞通往天庭的通道，以釋放鬼怪，到時鬼怪們將會統治地球。尼克決定在職務解除生效前以R.I.P.D.警察身份去逮捕巴比，洛伊也贊同，於是他們倆前往巴比的住家逮捕他，更在他家中搜出部份金塊，他們順利把巴比帶回R.I.P.D.總部，準備把他和其他鬼怪關在一起。
當洛伊把剩下的黃金塊和半個金屬「炸彈」送入R.I.P.D.保險庫時，巴比一直注視著洛伊。尼克發現巴比古怪的神情，他先和其它鬼怪打眼色、又一直注視洛伊手中的黃金去向，他想阻止洛伊交出黃金塊，原本先前已送入保險庫內的黃金塊是包括另一半金屬炸彈，以致發生嚴重爆炸。巴比聯同幾十隻鬼怪立即進入保險庫，把將所有古怪圖案黃金塊全部搜刮，計畫放置於某棟大廈的天台，堆砌成一座小小金字塔。要成功開啟「金字塔」，需要一個X字型金牌和人類鮮血，巴比於是捉了尼克的妻子朱莉婭沃克，計畫把她當人質，也可利用她當祭品。
當尼克和洛伊趕往天台時，朱莉婭沃克已被鐵枝貫穿身體，大量血液流入小金字塔。此時通往鬼門關的通道由天空延伸入地球，通道大開後妖魔蓄勢湧入人間；當洛伊一人不夠氣力去破壞小金字塔時，見到屋頂上有架巨型貨車，利用西部牛仔拋繩技巧，用繩縛緊屋頂部貨車，將他送屋頂拉下，將小金字塔撞毀，成功封住鬼門關的通道。最後，朱莉婭沃克被天使茱莉亞救回性命，尼克被記過一次，洛伊延長刑期做安息局警察53年。

## 演員
| 演員                                  | 飾演角色       | 備註 |
| ------------------------------------- | -------------- | ---- |
| 萊恩·雷諾斯 Ryan Reynolds             | 尼克·華克      |      |
| 傑夫·布里吉 Jeff Bridges              | 洛伊·普西法    |      |
| 凱文·貝肯 Kevin Bacon                 | 巴比·海斯      |      |
| 瑪莉-露易斯·帕克 Mary-Louise Parker   | 普羅克特       |      |
| 瑪莉莎·米勒 Marisa Miller             | 洛伊陽界的變身 |      |
| 斯特芬妮·斯佐斯塔克 Stephanie Szostak | 茉莉亞         |      |
| 吳漢章 James Hong                     | 尼克陽界的變身 |      |
| 羅伯特·克耐普 Robert Knepper          | 史丹利·納維奇  |      |
| 德溫·拉特雷 Devin Ratray              | 普拉斯基       |      |
| 邁克·奧麥雷 Mike O'Malley             | 艾略特         |      |
| 鄧肯·普特尼 Duncan B. Putney          |                |      |

## 外部連結
- 官方网站
- 互联网电影数据库（IMDb）上《R.I.P.D.》的资料（英文）
- Box Office Mojo上《R.I.P.D.》的資料（英文）
- 爛番茄上《R.I.P.D.》的資料（英文）
- Metacritic上《R.I.P.D.》的資料（英文）